# Fort Worth and Rio Grande Railway
Le Fort Worth and Rio Grande Railway (sigle de l'AAR: FW&RG) était un chemin de fer américain de classe I en opération dans le Texas. En 1901 il passa sous le contrôle du Frisco Railroad, lequel le revendit  en 1937 au Santa Fe qui le fusionna dans sa filiale Gulf, Colorado and Santa Fe Railway en 1948.

## Histoire
Le Fort Worth and Rio Grande Railway, dont la charte fut enregistrée sous la législation texane le 1er juin 1885, faisait partie d'un plan élaboré par Buckley Burton Paddock et d'autres personnalités influentes de la ville de Fort Worth pour créer une liaison transcontinentale entre New York, Fort Worth et Topolobampo, port mexicain de l'État de Sinaloa sur le golfe de Californie (océan Pacifique). Selon eux, cette ligne devait stimuler le développement général du sud-ouest du Texas, et celui en particulier de Fort Worth.
Avec le soutien financier de Vanderbilt, la construction du FW&RG débuta à Fort Worth en novembre 1886, mais progressa lentement avec de nombreux changements de route; la ligne atteignit Granbury (distant de seulement 64,4 km) l'année suivante, puis Comanche en 1890, et Brownwood (situé à 231,7 km de Fort Worth) en 1891.
En 1901, le St. Louis-San Francisco Railway (SLSF ou Frisco) prit le contrôle du FW&RG, lequel conserva son indépendance, et fut prolongé jusqu'à Brady en 1903 et Menard en 1911. Le Frisco fit faillite en 1913, et ne put continuer à prolonger le FW&RG, lequel dans les années qui suivirent ne parvint pas à dégager un bénéfice net.
Le 1er mars 1937, le Frisco vendit le FW&RG à Santa Fe (AT&SF) pour 1,5 million de dollars, ce qui permit au FW&RG d'entrer dans Fort Worth par l'ouest. Le Santa Fe loua immédiatement le FW&RG à sa filiale texane appelée Gulf, Colorado and Santa Fe Railway (GC&SF), dans laquelle il finit par être fusionné le 31 décembre 1948. La ligne du FW&RG reçut le nom de Dublin Subdivision,. Le Santa Fe améliora les voies du FW&RG, et commença à transporter de gros volumes de fret entre la région de Dallas/Fort Worth et la Californie.
Le GC&SF was merged into corporate parent L'Atchison, Topeka and Santa Fe Railway fusionna sa filiale Gulf, Colorado and Santa Fe Railway le 1er août 1965. Le segment Brownwood-Brady (70,8 km) fut abandonné en 1959, et celui de Brady-Menard  (49,9 km) le fut à son tour en 1972. Le reste de l'ancien FW&RG, reliant Belt Junction (dans Fort Worth) à Ricker ( à 9,6 km à l'est de Brownwood), fut racheté par Cen-Tex Rail Link, une filiale du South Orient Railroad le 20 mai 1994. Puis South Orient Railroad revendit la ligne du Cen-Tex au Fort Worth and Western Railroad en 1999.[9] 